# Patrick Herrmann (1991)
Patrick Herrmann (* 12. února 1991, Uchtelfangen, Německo) je německý fotbalový záložník a reprezentant, v současnosti hraje v klubu Borussia Mönchengladbach.

## Reprezentační kariéra
Patrick Herrmann reprezentoval Německo v mládežnických kategoriích U16, U17, U18, U19, U20 a U21. Zúčastnil se Mistrovství Evropy hráčů do 21 let 2013 v Izraeli, kde Německo obsadilo nepostupové třetí místo v základní skupině B. Na tomto turnaji vstřelil jeden gól v utkání s Ruskem (výhra 2:1).
24. března 2013 byl poprvé nominován do A-týmu Německa pro kvalifikační utkání s Kazachstánem. V německém „áčku“ však debutoval až 10. 6. 2015 v přátelském utkání v Kolíně nad Rýnem proti reprezentaci USA (prohra 1:2).